# Polyidos (mythologie)
Pour les articles homonymes, voir Polyeidos.
Dans la mythologie grecque, Polyidos (en grec ancien Πολύιδος / Polýidos), fils de Céranos, est un devin d'Argos ou de Corinthe,.

## Mythe
Polyidos a un fils, Euchénor, à qui il prédit « qu'il mourrait, dans ses demeures, d'un mal cruel, ou que les Troiens le tueraient parmi les nefs des Akhaiens. » Pausanias lui prête aussi deux filles, Astycratie et Manto.
Il apparaît dans plusieurs épisodes de la mythologie grecque. C’est lui, en particulier, qui conseille à Bellérophon, désireux de capturer le cheval ailé Pégase, de passer une nuit dans le temple d’Athéna pour trouver la solution qu’il recherche. Venu à Mégare pour purifier Alcathoos du meurtre de son fils Callipolis, il y érige aussi un temple de Dionysos Patroos et une statue de bois pour honorer le dieu.
Néanmoins le principal récit auquel il est associé est la résurrection de Glaucos : Minos, roi de Crète, a un fils, Glaucos, qui s’est noyé dans une jarre de miel. Un oracle (probablement l’oracle de Delphes ou Apollon lui-même) fait savoir à Minos que seul l’homme qui pourrait expliquer le changement de couleur d’une des vaches (ou un veau) du troupeau royal serait à même de sauver son fils — cette vache, blanche le matin, devient dans la journée rouge puis noire. C’est Polyidos qui avance l’explication que l’animal change de couleur comme le fait la mûre en train de mûrir. Minos enferme alors le devin avec son fils Glaucos, en lui intimant l’ordre de le ressusciter. Polyidos, qui ne sait comment s’y prendre, voit soudain arriver dans la salle un serpent, qu’il tue. Entre alors un second serpent, qui tient dans sa gueule une herbe, grâce à laquelle il ramène à la vie son compagnon. Polyidos s’empare alors de l’herbe et en frotte le corps de Glaucos, qui ressuscite.
La légende de Polyidos et Glaucos inspira plusieurs tragédies, aujourd'hui perdues, notamment Les Crétoises d'Eschyle, Les Devins de Sophocle et Polyidos d'Euripide. Un fragment du Polyidos d'Euripide est découvert fin 2022 sur un papyrus sur le site archéologique de Philadelphia, en Égypte.